# Gustavo Antonio Varela Rodríguez
Gustavo Antonio Varela Rodríguez (Montevideo, 14 de maig de 1978) és un futbolista internacional uruguaià que juga actualment al Club Atlético Cerro.

## Biografia
Varela va començar la seva trajectòria professional al Club Nacional de Football de Montevideo. Entre el 2002 i el 2008 va jugar per al Schalke 04 d'Alemanya. El gener de 2009, un cop havia caducat el seu contracte amb el club alemany, Varela va tornar al Nacional.
Varela va ser transferit al club argentí Quilmes AC, el qual acabava de pujar a primera divisió durant la temporada 2010-2011. Des de l'any 2011 juga al Club Atlético Cerro de Montevideo.

### Internacional
Varela va jugar amb la selecció de futbol de l'Uruguai en 24 partits, participant en la Copa del Món de futbol de 2002.